# Bitwa pod Horodyszczem

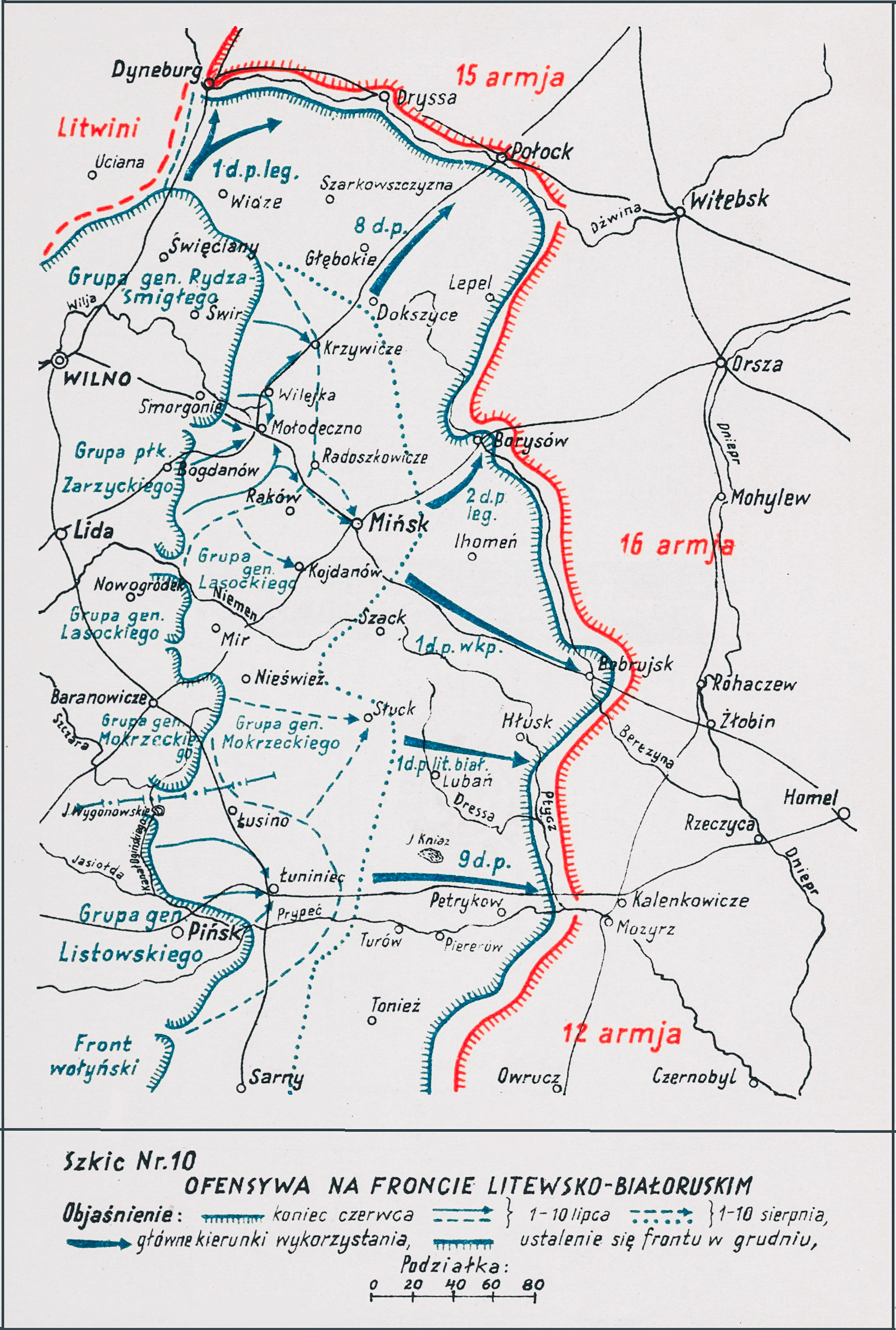
Adam Przybylski,
Wojna Polska 1918–1921

Bitwa pod Horodyszczem – walki polskiej Flotylli Pińskiej z pododdziałami sowieckiej 8 Dywizji Strzelców i okrętem Flotylli Dnieprzańskiej toczone w pierwszym roku wojny polsko-bolszewickiej.

## Geneza
W pierwszych miesiącach 1919 roku na wschodnich krańcach odradzającej się Rzeczypospolitej stacjonowały jeszcze wojska niemieckie Ober-Ostu. Ich ewakuacja powodowała, że opuszczane przez nie tereny od wschodu zajmowała Armia Czerwona. Jednocześnie od zachodu podchodziły oddziały Wojska Polskiego. W lutym 1919 jednostki polskie weszły w kontakt bojowy z oddziałami Armii Czerwonej. Rozpoczęła się nigdy niewypowiedziana wojna polsko-bolszewicka. 
Na początku kwietnia na litewsko-białoruskim obszarze działań wojennych oddziały polskie stały na linii Jasiołda - Kanał Ogińskiego, podchodząc na północ od Niemna do linii kolejowej Baranowicze - Lida i do rzeki Dzitwy. W tym czasie oddziały |Armii Czerwonej utworzyły cztery zgrupowania. Jedno z nich zgrupowane było na Polesiu w rejonie Łunińca.
Od wiosny 1919 roku wojska grupy gen. Listowskiego trzykrotnie próbowały zdobyć ten ważny węzeł kolejowy, broniony przez 8 Dywizję Strzelców i mniejsze oddziały Armii Czerwonej.

## Walczące wojska
| Jednostka                            | Dowódca                  | Podporządkowanie          |
| Wojsko Polskie                       |                          |                           |
| dowództwo Grupy Poleskiej            | gen. Antoni Listowski    | Front Litewsko-Białoruski |
| Czwarty bój o Łuniniec - lipiec 1919 |                          |                           |
| ⇒ Grupa ppłk. Grabowskiego           | ppłk Władysław Grabowski | 9 Dywizja Piechoty        |
| → pluton 4 kompanii 34 pp            | chor. Baj                | gr. ppłk. Grabowskiego    |
| → motorówka uzbrojona nr 3           | por. Jan Giedroyć        | Flotylla Pińska           |
| → motorówka uzbrojona nr 4           | ppor. Karol Taube        | Flotylla Pińska           |
| → motorówka uzbrojona nr 6           | sierż. Romuald Kossowski | Flotylla Pińska           |
| Armia Czerwona                       |                          |                           |
| 8 Dywizja Strzelców                  |                          | 16 Armia                  |
| → 64 pułk strzelców                  |                          | 22 Brygada Strzelców      |
| → jednostki Flotylli Dnieprzańskiej  |                          |                           |

## Walki pod Horodyszczem
Podczas lipcowego natarcia wojsk polskich na Łuniniec, do grupy ppłk. Władysława Grabowskiego przydzielono trzy uzbrojone motorówki Flotylli Pińskiej. 

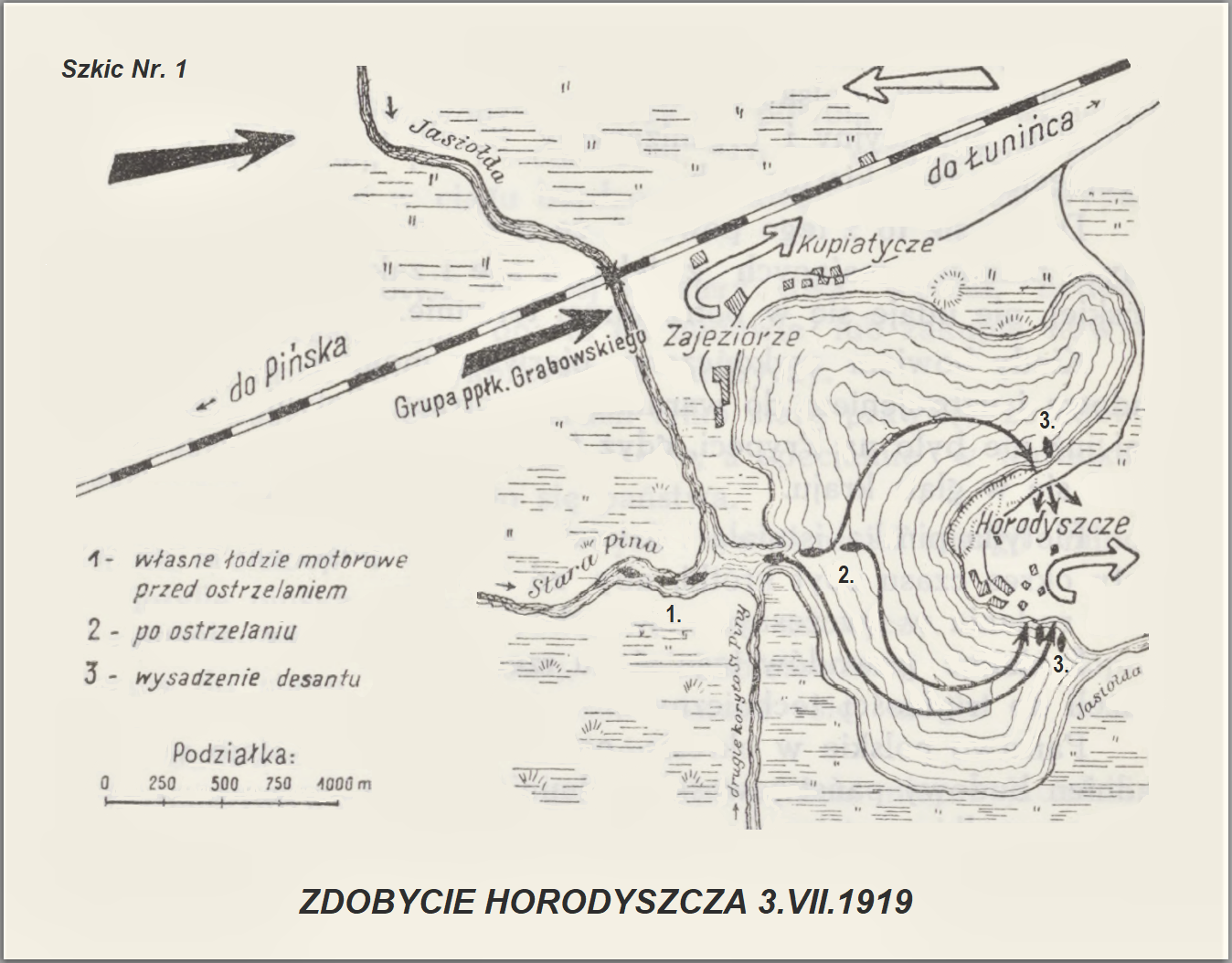
Jan Bartlewicz, Doświadczenia flotylli pińskiej z wojny polsko-sowieckiej

Grupa ta miała odwrócić uwagę dowództwa sowieckiego od marszu na Łuniniec głównego zgrupowania uderzeniowego gen. Antoniego Listowskiego. 2 lipca 1919 roku grupa ppłk. Grabowskiego rozpoczęła natarcie wzdłuż linii kolejowej z Pińska na Horodyszcze – Parachońsk – Łuniniec. Położone na półwyspie między Jasiołdą i jeziorem Horodyskim Horodyszcze obsadzała kompania sowieckiego 64 pułku strzelców. Sowieci do organizacji obrony wykorzystali umocnione drutem kolczastym okopy z czasów I wojny światowej, rozciągające się wzdłuż bagnistego brzegu Jasiołdy. Ukształtowanie terenu sprzyjało obrońcom. Od strony jeziora teren był urwisty i trudny do sforsowania.
3 lipca spod wsi Wysokie wyruszyły trzy polskie motorówki. Największa z nich zabrała na pokład pluton 4/34 pułku piechoty pod dowództwem chorążego Baja. Na czele płynęła najmniejsza motorówka nr 6, uzbrojona w karabin maszynowy, dowodzona przez sierżanta Romualda Kossowskiego. Zadaniem jej było rozpoznanie pozycji nieprzyjaciela, w tym stanowisk karabinów maszynowych. Za nią, w  odległości około 100 metrów, podążała motorówka nr 4, uzbrojona w dwa karabiny maszynowe, pod dowództwem podporucznika Karola Taube. Właśnie na tej łodzi znajdował się desant. Szyk zamykała łódź motorowa nr 3 uzbrojona w jedno działko kal. 37 mm i jeden karabin maszynowy. Stanowiła ona osłonę artyleryjską, a dowodzenie nad nią sprawował porucznik marynarki Jan Giedroyć.
Pod Horodyszczem motorówki rozdzieliły się: dwie podpłynęły do wioski od strony Jasiołdy, a jedna z desantem od strony jeziora. Desantujący się z łodzi motorowej pluton 34 pp uderzył na zaskoczoną kompanię strzelców 64 ps i rozproszył ją. Polacy zdobyli most na Jasiołdzie oraz dworzec kolejowy Zajezierze. Przybyły ze spóźnioną pomocą opancerzony kuter sowieckiej Flotylli Dnieprzańskiej został ostrzelany i zmuszony do odwrotu.
Dowódca Grupy Poleskiej w rozkazie pochwalnym tak napisał:

Podkreślam działalność poszczególnych dowództw i wyrażam szczególna wdzięczność i słowa pochwały flotylli pińskiej pod dowództwem por. marynarki księcia Giedroycia za inicjatywę i męstwo podczas zdobycia Horodyszcza.

## Bilans walk
Niewielka potyczka pod Horodyszczem przeszła do historii wojny polsko-sowieckiej jako pierwsza akcja bojowa Flotylli Pińskiej. W czasie walk Polacy wzięli do niewoli kilkudziesięciu jeńców, w tym dowódcę kompanii i zdobyli kilka ckm-ów. Na pamiątkę tych wydarzeń 3 lipca ogłoszono Świętem Flotylli Rzecznej.

## Upamiętnienie
We wrześniu 2019 r. przy kościele pw. Matki Bożej Bolesnej w Świątnikach odsłonięto pomnik upamiętniający marynarzy Flotylli Rzecznej Marynarki Wojennej w Pińsku i bitwy tej floty pod Horodyszczem, Czarnobylem i Kockiem.